# Amphissa (Columbellidae)
Amphissa là một chi ốc biển nhỏ, là động vật thân mềm chân bụng sống ở biển trong họ Columbellidae.

## Các loài
Các loài trong chi Amphissa gồm có:
- Amphissa acuminata (E. A. Smith, 1915)
- Amphissa acutecostata (R. A. Philippi, 1844)
- Amphissa bicolor Dall, 1892
- Amphissa cancellata (Castellanos, 1979)
- Amphissa columbiana Dall, 1916
- Amphissa reticulata Dall, 1916
- Amphissa undata (P. P. Carpenter, 1864)
- Amphissa versicolor Dall, 1871

Đồng nghĩa
- Amphissa (Cosmioconcha) Dall, 1913: syn. Cosmioconcha Dall, 1913 (original rank)
- Amphissa corrugata (Reeve, 1847): syn. Amphissa columbiana Dall, 1916
- Amphissa cymata Dall, 1916: syn. Amphissa versicolor Dall, 1871
- Amphissa haliaeeti (Jeffreys, 1867): syn. Amphissa acutecostata (R. A. Philippi, 1844)
- Amphissa lyrta F. Baker, G. D. Hanna & A. M. Strong, 1938: syn. Decipifus lyrta (F. Baker, G. D. Hanna & A. M. Strong, 1938) (original combination)
- Amphissa palmeri Dall, 1913: syn. Cosmioconcha palmeri (Dall, 1913) (original combination)
- Amphissa parvula Dall, 1913: syn. Cosmioconcha parvula (Dall, 1913) (original combination)
- Amphissa pergracilis Dall, 1913: syn. Cosmioconcha pergracilis (Dall, 1913) (original combination)
- † Amphissa ventricosa Arnold, 1903 : syn. Amphissa undata (P. P. Carpenter, 1864)